# Yogisha
Pour plus de détails, voir Fiche technique et Distribution.
Yogisha (夜汽車, litt. « train de nuit ») est un film japonais réalisé par Kōsaku Yamashita, sorti en 1987.

## Synopsis
L'histoire de deux sœurs au Japon.

## Fiche technique
- Titre : Yogisha
- Titre original : 夜汽車
- Réalisation : Kōsaku Yamashita
- Scénario : Hirō Matsuda et Norio Osada d'après le roman de Tomiko Miyao
- Musique : Toshiaki Tsushima
- Photographie : Daisaku Kimura
- Décors : Norimichi Igawa
- Montage : Eifu Tamaki
- Production : Gorō Kusakabe (planification)
- Société de production : Toei Company
- Pays de production :  Japon
- Langue originale : japonais
- Format : couleur - 1,85:1
- Genre : drame
- Durée : 137 minutes[1]
- Dates de sortie : 
  - Japon : 15 janvier 1987[1]

## Distribution
- Yukiyo Toake : Tsuyuko Okazaki
- Kumiko Akiyoshi : Satoko Okazaki
- Ken'ichi Hagiwara : Masahiko Tamura
- Masahiko Tsugawa : Noboru Mizoue
- Kai Atō : Samejima
- Tatsuo Endō : Yunosuke
- Noriko Hayami : Botan
- Ryūji Katagiri : Jagara no Kei
- Nenji Kobayashi : Shinji
- Hisako Manda : Tsutae
- Yasuyo Matsumura : Seizu Yamamoto
- Kumi Mizuno : Masayo
- Emi Shindō : Otatsu
- Mari Shirato : Hanayu
- Tetsurō Tanba : Isaburo Tamura
- Yoshitaka Tanba : Sutekichi

## Distinctions
Le film a été nommé pour douze Japan Academy Prizes et a reçu celui du meilleur acteur pour Tsutomu Yamazaki (conjointement pour sa performance dans L'Inspectrice des impôts).